# Onze-Lieve-Vrouwekerk (Zutendaal)

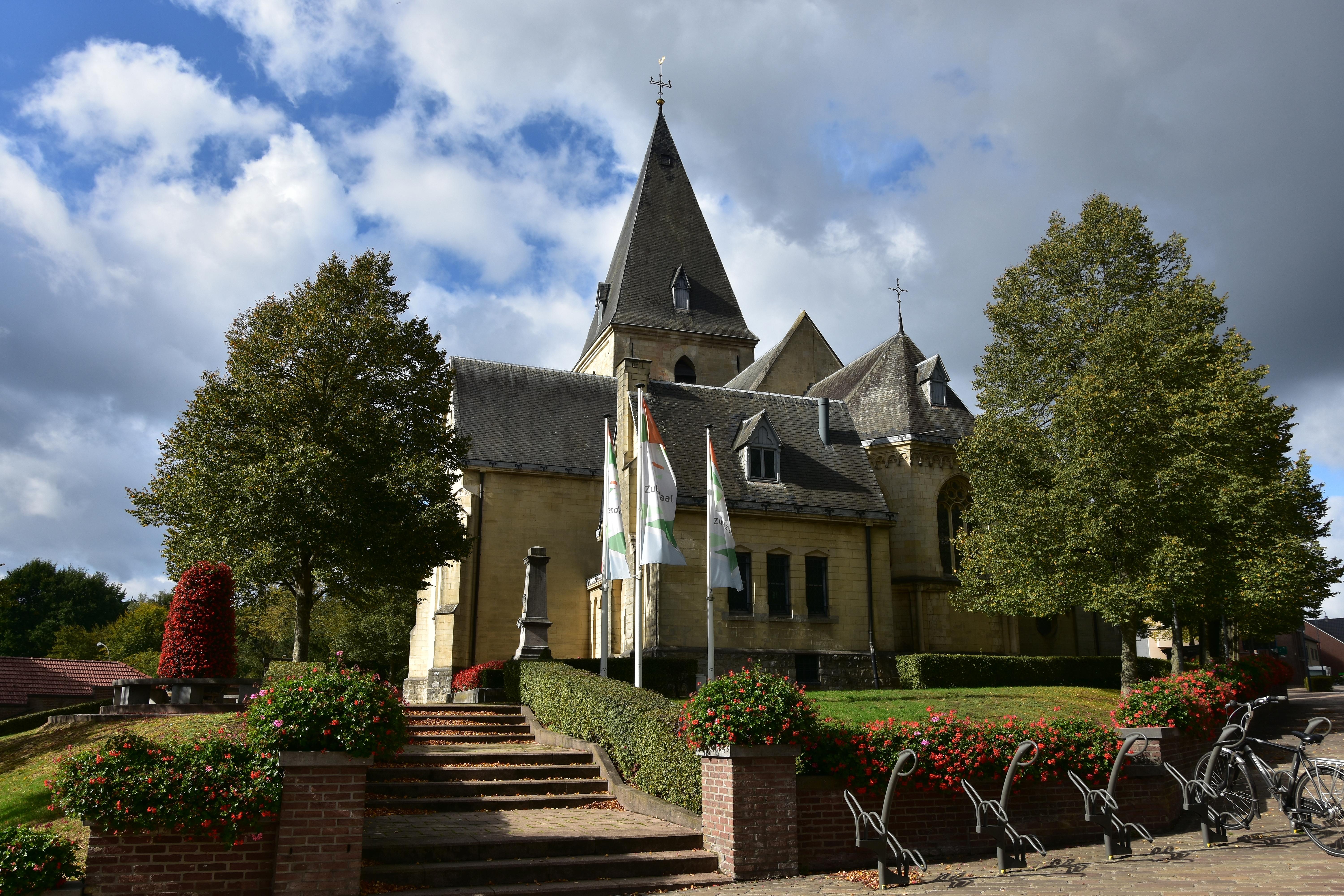
Onze-Lieve-Vrouwekerk

De Onze-Lieve-Vrouwekerk is de parochiekerk van Zutendaal, gelegen aan de Dorpsstraat.

## Geschiedenis
Begin 13e eeuw werd een romaanse kerk gebouwd, waarvan de onderbouw van het koor bewaard is gebleven. Begin 14e eeuw werd de vroeggotische westtoren en de middenbeuk gebouwd. Dit gebeurde waarschijnlijk nadat Graaf Arnold V van Loon in 1304 het patronaatsrecht schonk aan de Abdij van Averbode.
In 1598 werd de kerk door krijgsbenden in brand gestoken. Vermoedelijk is daarna het huidige gewelf en bovengedeelte van het koor tot stand gekomen. Ook in de 18e eeuw vonden er herstelwerkzaamheden plaats.
In 1896 werd de kerk uitgebreid door Ferdinant Lohest. Hierbij werden de zijbeuken en transeptarmen afgebroken en vervangen door vergrote neogotische zijbeuken en transeptarmen, waarmee de kerk zijn huidige uiterlijk kreeg.
De kerk werd gebouwd in mergelsteen op een plint van breuksteen.

## Gebouw
De kruiskerk met basilicaal schip wordt overheerst door het transept en de zware, doch lage, vierkante toren, welke door een tentdak wordt gedekt. Hierin hangen twee oude klokken, één uit 1525 en één uit 1531.

## Meubilair
Twee barokke biechtstoelen, uit 1671 en 1731, zijn aanwezig. De preekstoel is uit 1670. Het 15e-eeuwse laatgotische doopvont is uitgevoerd in arduin. De altaren zijn in neogotische stijl.
Het wonderbaarlijke beeld van Onze-Lieve-Vrouw van Zutendaal Heil der Kranken is een 16e-eeuws gepolychromeerd eikenhouten beeld dat het doel is van vele bedevaartgangers. Ook is er een 15e-eeuws triomfkruis en een Sint-Rochusbeeld van omstreeks 1700.
Schilderijen hangen in de zijbeuken. Zo is er een Tenhemelopneming van Maria uit 1650, toegeschreven aan Gaspar de Crayer. Verder een 18e-eeuwse Bruiloft te Cana, en drie taferelen die betrekking hebben op de geschiedenis van het wonderbaarlijke Mariabeeld. Ook de muurschilderingen in de middenbeuk verhalen hiervan. Het atelier Stalins en Janssen uit Antwerpen vervaardigde de eind-19e-eeuwse glas-in-loodramen, die gebeurtenissen uit het leven van Maria voorstellen. De Kruiswegstaties zijn uitgevoerd op koperen platen en zijn een kopie van de Kruiswegstaties in de Onze-Lieve-Vrouwekathedraal te Antwerpen.

## Bedevaart
Zutendaal is reeds zeer lange tijd een bedevaartsoord naar het miraculeuze Mariabeeld. Volgens de legende zou de eerste kerk oorspronkelijk in de buurtschap Mandel gebouwd worden. Doch toen constateerde men elke morgen, dat het reeds gebouwde deel terug afgebroken was. Een boer had op een nabijgelegen plaats, een licht gezien, en stelde voor om op deze plaats eens een poging te wagen. Het vreemde licht kon misschien een teken zijn. Bij de graafwerken die men op deze plaats aanving, vond men dan het beeld. Dit zou dan de plaats zijn waar de huidige Onze-Lieve-Vrouwekerk zich bevindt. Jaarlijks komen er op 15 augustus nog steeds vele mensen te voet naar Zutendaal op bedevaart om er te bidden voor hun gezondheid.

## Galerij

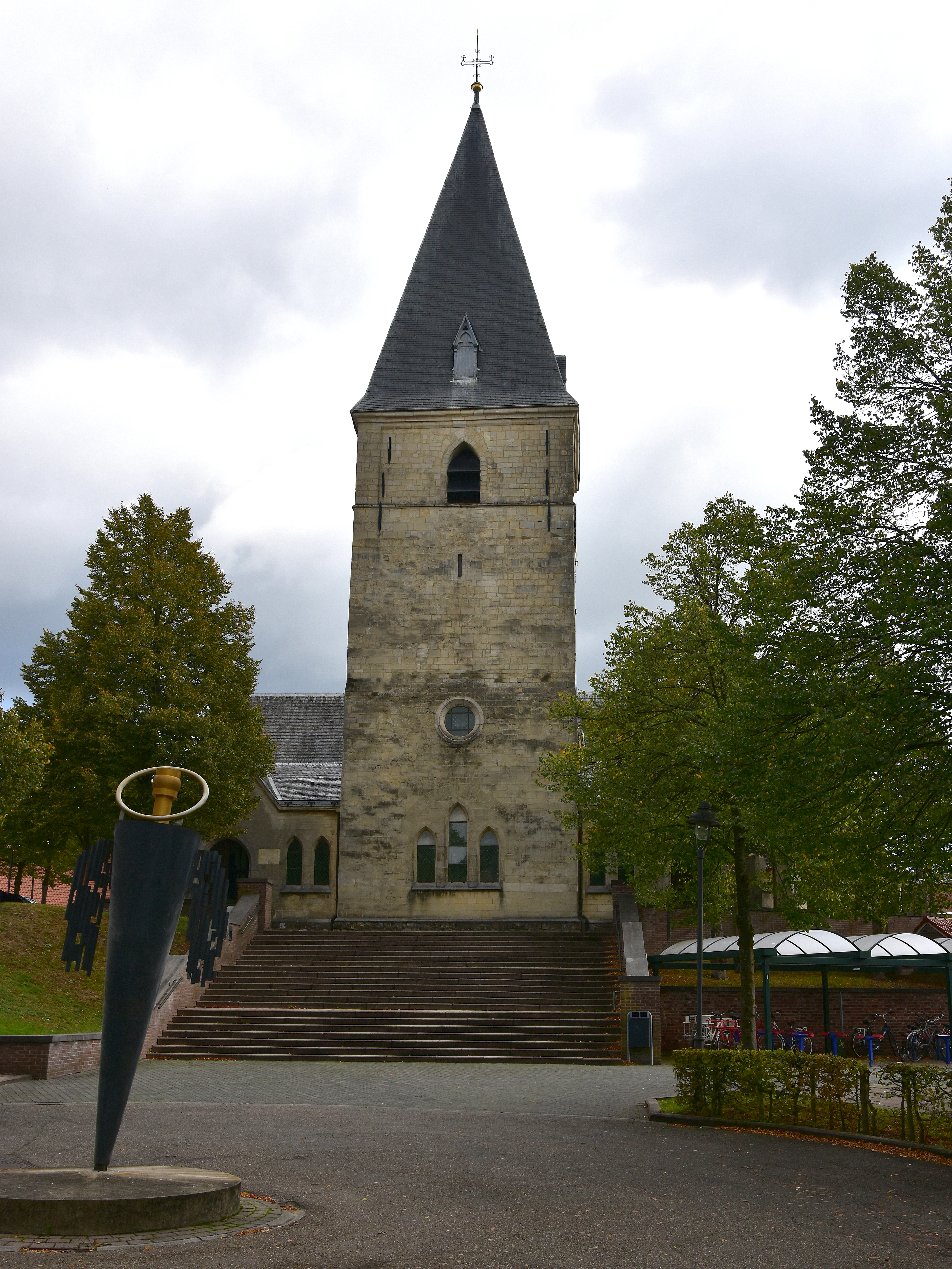
De toren
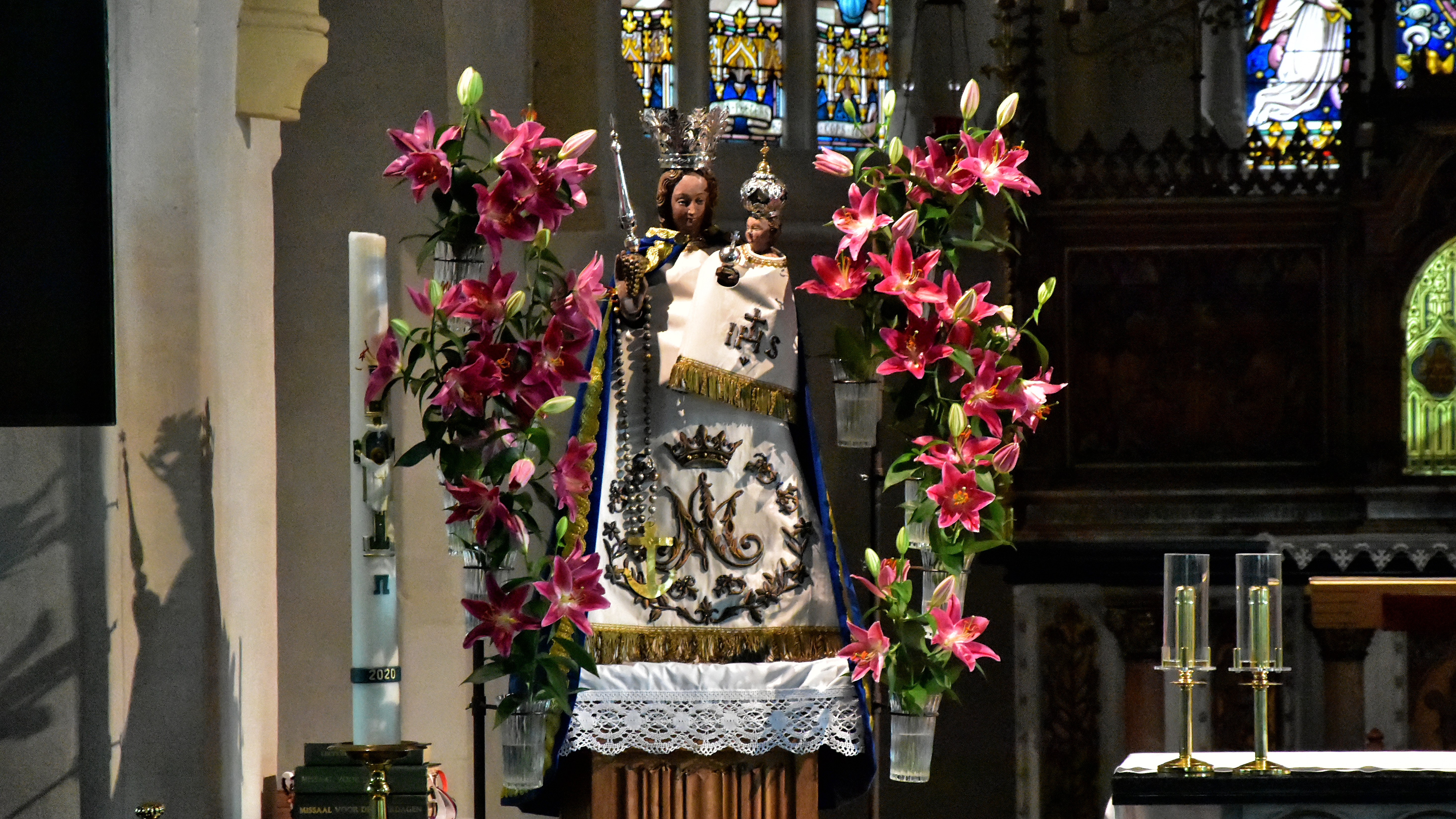
Miraculeus Onze-Lieve-Vrouwebeeld
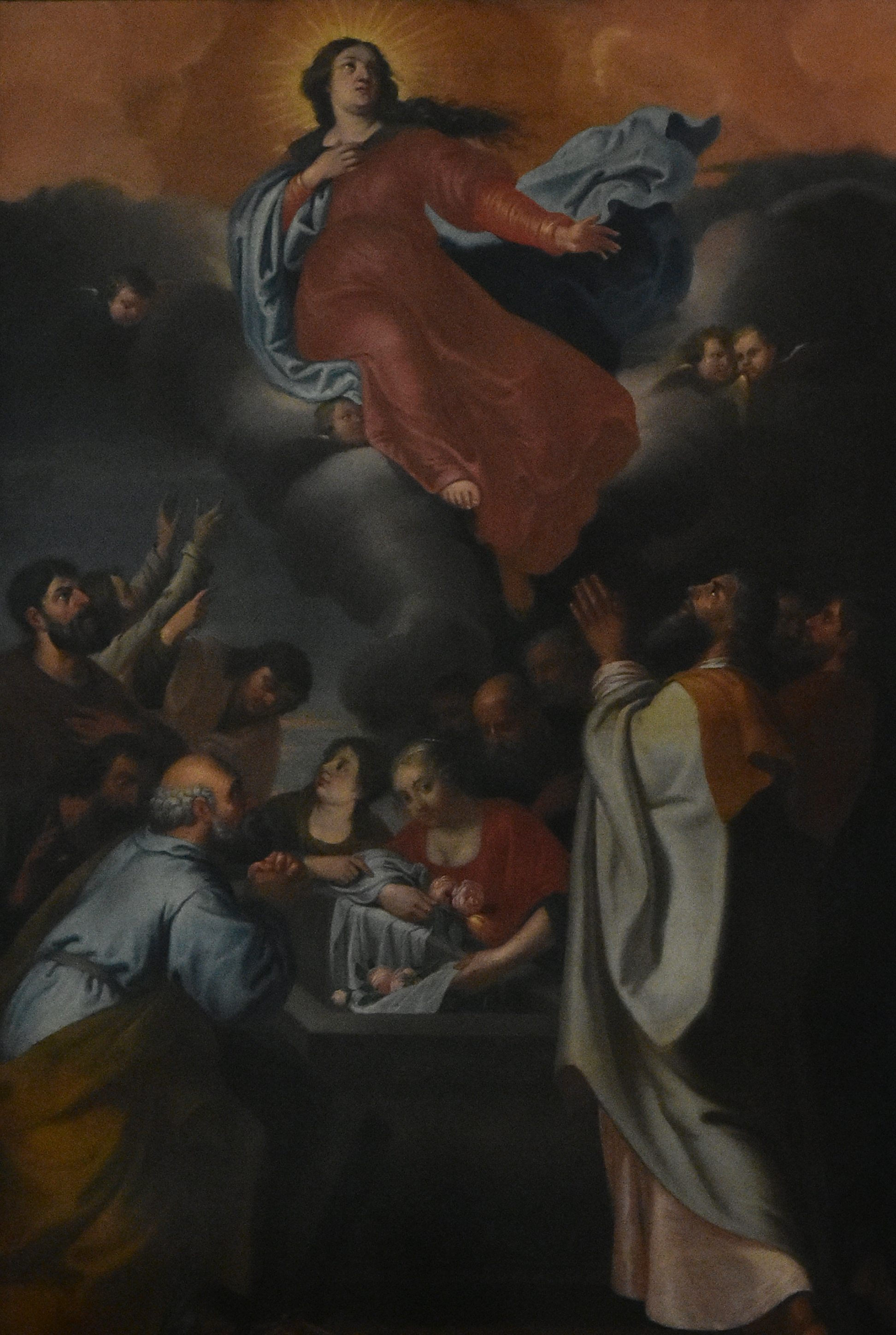
Onze-Lieve-Vrouw-Hemelvaart (17de eeuw) door een onbekende meester
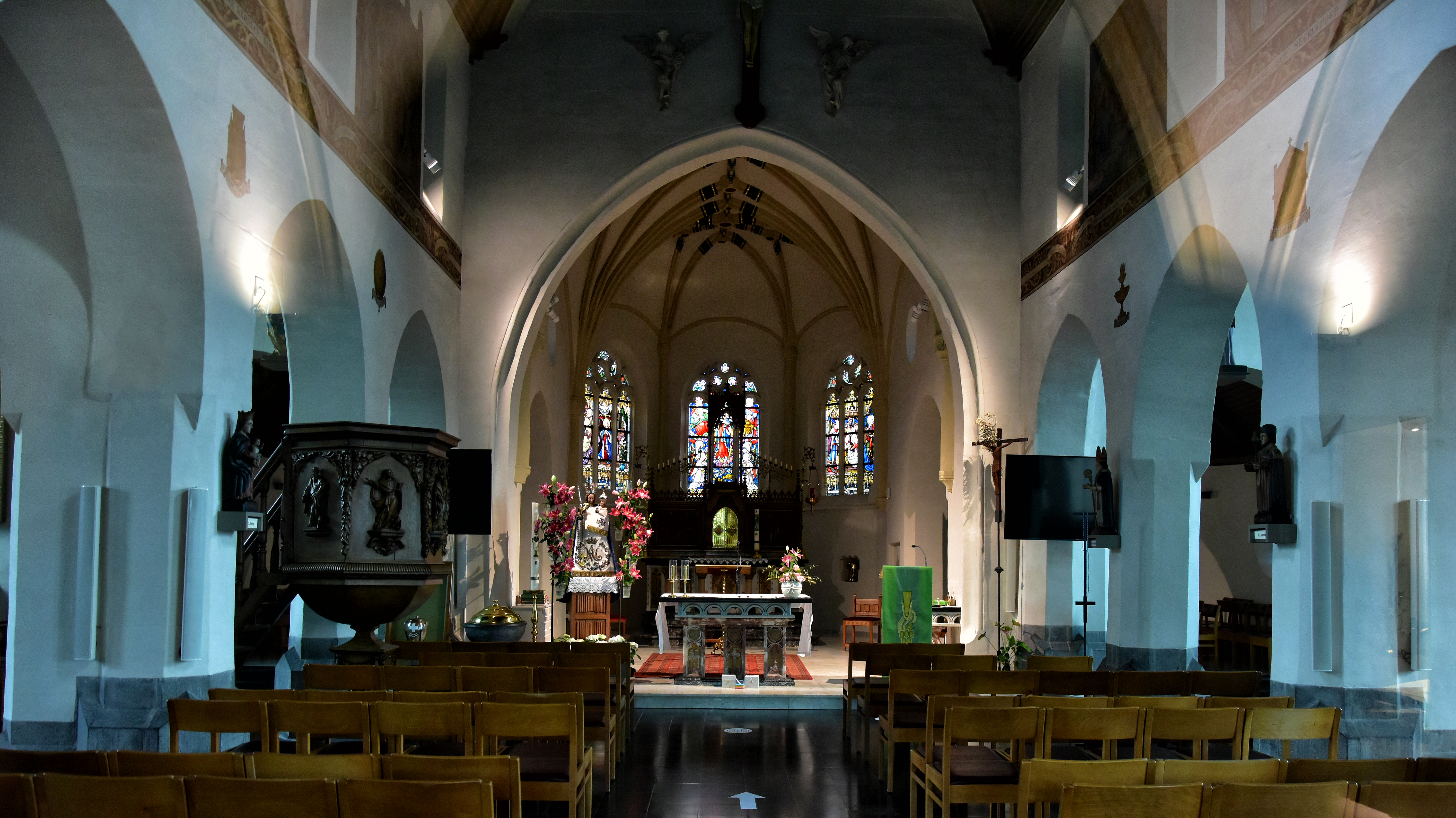
Het kerkschip
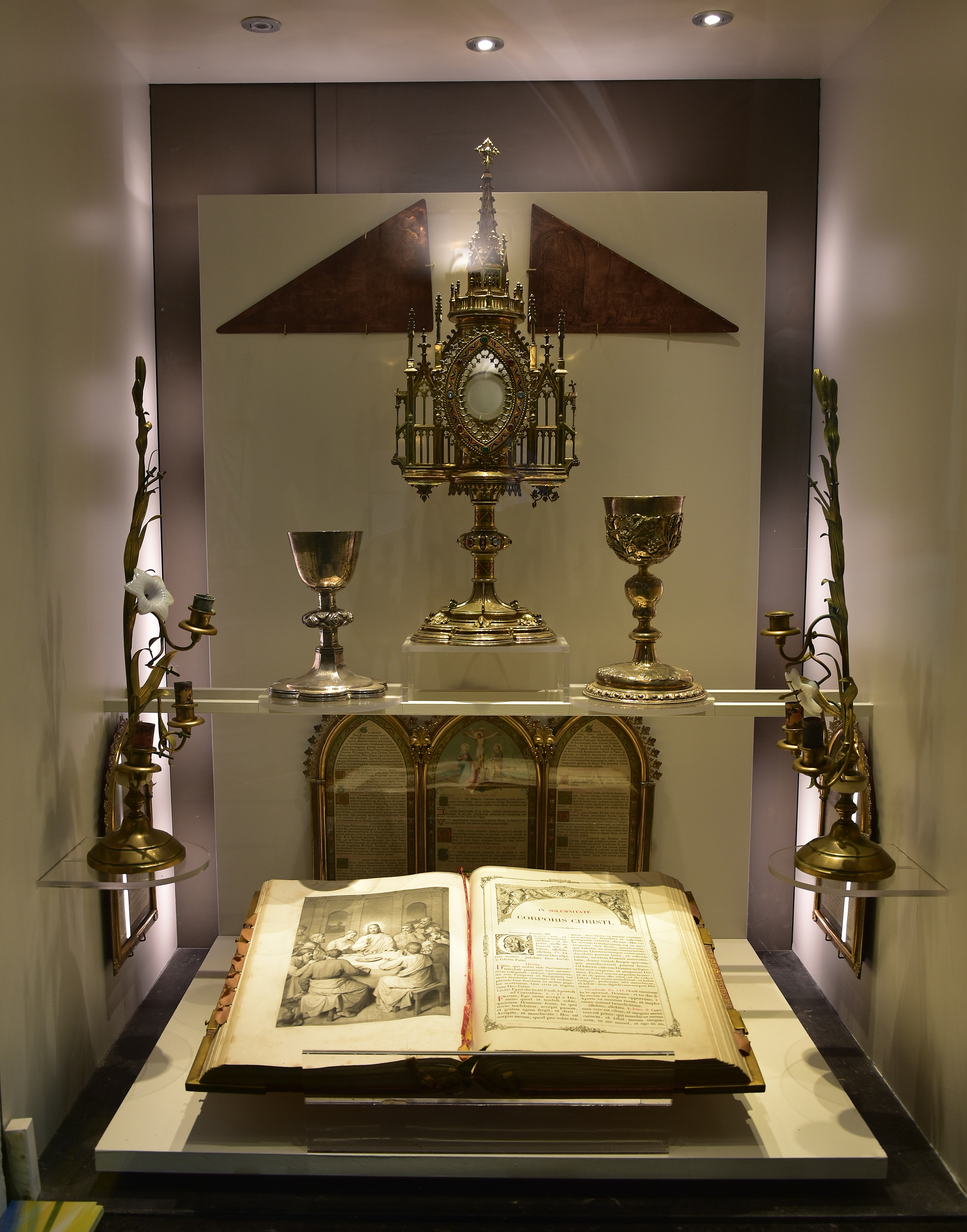
Kerkschatten